# NGC 5048
NGC 5048 ist eine 12,7 mag helle Galaxie vom Hubble-Typ E-S0 im Sternbild der Wasserschlange und etwa 189 Millionen Lichtjahre von der Milchstraße entfernt.
Sie wurde am 30. März 1835 von John Herschel mit einem 18-Zoll-Spiegelteleskop entdeckt, der dabei „pretty faint, round; has another nebula N.f., difference in RA = approx. 20 seconds, difference in PD = approx. 5′“ notierte. Die zweite genannte Galaxie ist NGC 5051.